# 케이트 그리고리예바
케이트 그리고리예바(Kate Grigorieva, 1989년 9월 15일 ~ )는 러시아의 모델이다.